# Марта Гіллерс
Марта Гіллерс (нім. Marta Hillers; 26 травня 1911, Крефельд, Німецька Імперія — 16 червня 2001, Базель, Швейцарія) — німецька журналістка, найзнаніша як автор щоденників «Жінка в Берліні», в яких розповідала про масові зґвалтування під час Другої світової війни солдатами Червоної армії.

## Біографія
до війни
Після відвідування місцевих шкіл, вона навчалася в Парижі в Сорбонні. Пізніше вона багато подорожувала Європою, включаючи Радянський Союз. Крім рідної німецької, вона розмовляла французькою. Марта працювала журналісткою у Берліні, писала для журналів і газет. Марта Гіллерс виконувала певну незначну роботу для нацистського режиму, але вважається, що членом партії не була.
після війни
Одружується, цікаво, що невідомо хто її чоловік, але про факт, що він був, свідчать листи. Ймовірно, це не були щасливі стосунки, про це відомо із особистого листування. Також вона полишає журналістську діяльність та переїжджає до швейцарського містечка Базель, де і помирає у 2001 році.

## Історія книги«Жінка в Берліні»
«Жінка в Берліні» була Марти Гіллерс єдиною великою працею. Ім'я Марти Гіллерс розсекретили лише 2003 року, через два роки після її смерті, до того книжка виходила під іменем Анонім. У росії восени 2021 року її занесли до списку екстремістських. Книга була екранізована як німецький художній фільм під назвою «Anonyma». Вперше він вийшов у Німеччині та Польщі. В українському перекладі «Безіменна».
Про що книга? Вона описує події від 20 квітня до 22 червня 1945 року в Берліні. Впродовж восьми тижнів, з 20 квітня по 22 червня 1945 року, 34-літня берлінська журналістка, залишившись із невеликою групою сусідів у багатоквартирному будинку без їжі, електрики, газу й води, провадила щоденні записи свого досвіду виживання у плюндрованому Червоною армією місті. Особливо тематизуються масові зґвалтування німецьких жінок представниками Червоної армії. Вона стала голосом безсловесних мільйонів жінок, яким випало відбудовувати життя з руїн, у матеріально й морально знищеному світі.
Видання 1954 року з'явилося перше англійське анонімне видання книжки, яке було опубліковане в США і привернуло до себе велику увагу. Невдовзі книжка була видана нідерландською, італійською, данською, шведською, іспанською та японською мовами. 1959 року книжка була видана анонімно і в Німеччині, але не мала жодного розголосу. На підставі негативних відгуків, отриманих у Німеччині, та звинувачень у тому, що вона образила честь німецьких жінок, вона відмовилася від публікації будь-яких нових видань за життя. Саме тому книжка «Жінка в Берліні» була перевидана в Німеччині лише 2003 року, через два роки після смерті авторки. Книжка привернула до себе величезну суспільну увагу в країні та загалом на Заході. І тільки тоді спомини привернули до себе велику кількість уваги у всьому світі і книжка займала топові позиції в німецькому списку бестселерів.

## Український переклад
Переклала книгу: Роксоляна Свято. Але вплинула на те, щоб цей переклад існував Оксана Забужко. Саме вона була тим медіатором між перекладачем і видавництвом, завдяки чому і було все реалізовано. Вона казала:
Це не про жахи, а про те, як пережити ці жахи, надихаюча книга. Під час читання книги, мені потрібно було робити перерви, щоб закурити цигарку. І під час одного з курінь, я зрозуміла, що зроблю все, щоб ця книжка була перекладена моєю мовою і була в моїй країні.